# Шлыган
Шлыган — женский головной убор саратовской мордвы (мокши и эрзи), средний между сорокой и мягкой шапкой-чепцом, конической или цилиндрической формы.
Шился из сурового холста (в бывшем Хвалынском уезде Саратовской губернии — из фабричной ткани), украшался плотной вышивкой, цепочками, блёстками, тесьмой, шнуром.